# Ben Hogan
William Ben Hogan (ur. 13 sierpnia 1912 w Stephenville, zm. 25 lipca 1997) – amerykański golfista uznawany za jednego z najwybitniejszych zawodników w historii tej dyscypliny.
Urodził się w Stephenville w Teksasie i w tych okolicach dorastał. W wieku 11 lat zaczął przygodę z golfem najpierw jako caddy na polu Glen Garden Country Club w Fort Worth w Teksasie. Przez następne lata doskonalił swój swing i osiągał coraz lepsze rezultaty jako amator. W roku 1930 przeszedł na zawodowstwo, lecz jego pierwsze lata jako zawodowego golfisty nie były udane: przez pierwsze dziewięć lat nie wygrał żadnego turnieju w którym startował. Jednak głównie dzięki żonie Valerie, która przez ten cały czas wierzyła w sukces i wspierała go moralnie, udało mu się udoskonalić swój swing i wyeliminować hooka, z którym tak bardzo jako zawodnik się borykał. W 1940 roku wygrał swój pierwszy zawodowy turniej. Tylko w 1948 roku wygrał 10 zawodowych turniejów w tym major US Open Golf. Do 1959 roku, pomimo bardzo poważnego wypadku, wygrał 63 zawodowe turnieje i 9 najważniejszych turniejów typu major.
Wypadek miał miejsce 1 lutego 1949 roku; było to czołowe zderzenie z autobusem. Hogan, który podczas zdarzenia cudem przeżył, doznał podwójnego złamania miednicy, obojczyków, rąk, nóg, skruszenia żeber, i zakrzepów krwi i był w stanie krytycznym. W szpitalu lekarze diagnozowali że jeżeli w ogóle przeżyje to nie będzie mógł chodzić. Jednak Hogan po 59 dniach opuścił szpital, a po czterech latach przyszedł rok 1953, znany w golfie jako rok szlemów Hogana. Hogan wygrał 5 z 6 turniejów w których startował, w tym pierwsze 3 turnieje major. Niektórzy spekulują ze wygrałby wszystkie 4 gdyby rozgrywany wtedy PGA Championship nie krzyżował się datami z British Open Championship w którym Hogan startował i wygrał. Niemniej jednak aż do 2000 roku – tj. do czasów Tigera Woodsa – żaden inny zawodnik w historii nie wygrał trzech turniejów major w jednym roku.
Hogan znany był ze swojej ciągłej pracy i nieustannej modernizacji swojego zamachu golfowego, a także z tego, że jako jeden z pierwszych zaczął stosować poszczególne kije do uzyskania poszczególnych odległości w celu poprawy kontroli dystansu. Powszechnie uważa się, że jego praca nad zamachem doprowadziła do uzyskania najlepszego kontaktu z piłką w historii golfa, dzięki czemu – pomimo wątłej postury (170 cm i 64 kg wagi) – uderzał piłkę tak daleko, że czasami startował w konkursach na najdłuższe uderzenia.
Jego kontakt z piłką był tak dobry, że Jack Nicklaus, który miał okazję widzieć wszystkich najwybitniejszych golfistów w historii i sam jest uznawany za jednego z nich, spytany czy Tiger Woods najlepiej uderza piłkę w historii odpowiedział, że nie, że z pewnością Ben Hogan. Sam Tiger powiedział, że chciałby kiedykolwiek tak kontrolować swój zamach jak robił to Hogan i przez co całkowicie kontrolował lot uderzonej piłki. Hogan znany był również ze słabego jak na zawodowca puttowania, które po wypadku stało się jeszcze słabsze.